# Guettarda brenesii
Guettarda brenesii är en måreväxtart som beskrevs av Paul Carpenter Standley. Guettarda brenesii ingår i släktet Guettarda och familjen måreväxter.
Artens utbredningsområde är Costa Rica. Inga underarter finns listade i Catalogue of Life.